# 壬
壬，天干的第九位。其在方位上指西北偏北方（345°），五行屬水，陰陽属陽。天干亦可表示植物的生長週期，壬指阳气正潜地中，万物怀妊。

## 含壬的干支
- 壬申
- 壬午
- 壬辰
- 壬寅
- 壬子
- 壬戌